# Žbandaj
Žbandaj je naselje u Republici Hrvatskoj, u sastavu Grada Poreča, Istarska županija. 

## Stanovništvo
Prema popisu stanovništva iz 2001. godine, naselje je imalo 296 stanovnika te 94 obiteljskih kućanstava.

Prema popisu stanovništva iz 2011. godine naselje je imalo 417 stanovnika.
| broj stanovnika | 618   | 680   | 157   | 154   | 157   | 227   | 1521  | 1349  | 208   | 182   | 181   | 148   | 148   | 188   | 296   | 417   | 538   |
|                 | 1857. | 1869. | 1880. | 1890. | 1900. | 1910. | 1921. | 1931. | 1948. | 1953. | 1961. | 1971. | 1981. | 1991. | 2001. | 2011. | 2021. |

## Šport
Žbandaj je mjesto održavanja jedne etape Rallyja Poreč.